# 中谷宏大
中谷 宏大（なかや こうだい、1980年8月5日 - ）は、日本の元男子バレーボール選手、指導者である。

## 来歴
長野県辰野町出身。
2003年9月8日、FC東京への入団が発表された。
2010年6月1日、現役引退とFC東京のコーチ就任が発表された。

### 指導者 時代
2014年7月16〜24日に渡り台湾の台北で開催された第17回アジアジュニア女子バレーボール選手権大会（U-19）にコーチとして参加。日本チームの2位入賞に貢献した。
2014年9月20日から10月2日に渡って韓国の仁川で開催された第17回アジア競技大会 女子バレーボール競技にコーチとして参加。
2015年5月20〜28日に渡り中国の天津で開催される第18回アジア女子選手権大会にコーチとして参加。
2016年7月13日、第18回 アジアジュニア女子選手権大会（U-19）にコーチとして参加。
2016年9月14日、第5回アジアカップ女子大会代表チームにコーチとして参加。
2017年9月10〜17日に渡りスロベニアのリュブリャナで開催された第3回世界U-23女子選手権大会にコーチとして参加。
2017年11月10日、ヴィクトリーナ姫路のコーチ就任が発表された。監督の竹下佳江が産休に入る翌年1月以降は監督代行を務めた。
2018年6月10〜17日に渡りベトナムのバクニンで開催された第19回アジアジュニア女子選手権大会（U-19）にコーチとして参加。日本チームの優勝に貢献した。
2018年9月16〜23日に渡ってタイのナコンラチャシマで開催された第6回アジアカップにコーチとして参加。日本チームの2位入賞に貢献した。
2020年4月1日、退任した竹下佳江の後任として、ヴィクトリーナ姫路の2代目監督に就任することが発表された。
2022年5月8日、「ヴィクトリーナ姫路 ファン感謝DAY」にて、2021-22シーズンをもって監督退任が発表された。
2023年、日立Astemoリヴァーレの監督に就任した。
2025年4月、Astemoリヴァーレ茨城からの退団が発表された。6月にNECレッドロケッツ川崎の監督に就任。

## 所属チーム

### 選手
- 長野県岡谷工業高等学校
- 早稲田大学
- FC東京 #15（2003-2010年）

### 指導者
- FC東京 コーチ（2010-2017年）
- 女子日本代表年代別代表（U19-20・U23） コーチ（2014-2019年）
- Team CORE コーチ（2014年）
- ヴィクトリーナ姫路
  - コーチ（2017-2020年）
  - 監督（2020-2022年）
- 日立Astemoリヴァーレ/Astemoリヴァーレ茨城 監督（2023-2025年）
- NECレッドロケッツ川崎 監督（2025年-）

## 球歴
指導者 
- 2014年 第17回アジア競技大会：4位
- 2015年 第18回アジア女子選手権大会：6位
- 2017年 U23アジア選手権：優勝
- 2017年 U20世界選手権：3位
- 2018年 第19回アジアジュニア選手権：4位
- 2018年 第6回アジアカップ選手権：2位

## 個人成績
V.LEAGUEによる個人成績は下記の通り。
| 大会        | チーム      | 出場     | 出場        | アタック | アタック | アタック | アタック | バックアタック | バックアタック | バックアタック | バックアタック | アタック 決定本数 | ブロック | ブロック       | サーブ | サーブ         | サーブ   | サーブ | サーブ | サーブ   | サーブレシーブ | サーブレシーブ | サーブレシーブ | サーブレシーブ | 総得点      | 総得点      | 総得点   | 総得点      |
| ----------- | ----------- | -------- | ----------- | -------- | -------- | -------- | -------- | -------------- | -------------- | -------------- | -------------- | ----------------- | -------- | -------------- | ------ | -------------- | -------- | ------ | ------ | -------- | -------------- | -------------- | -------------- | -------------- | ----------- | ----------- | -------- | ----------- |
| 大会        | チーム      | 試 合 数 | セ ッ ト 数 | 打 数    | 得 点    | 失 点    | 決 定 率 | 打 数          | 得 点          | 失 点          | 決 定 率       | セ ッ ト 平 均    | 得 点    | セ ッ ト 平 均 | 打 数  | ノ 丨 タ ッ チ | エ 丨 ス | 失 点  | 効 果  | 効 果 率 | 受 数          | 成 功 ・ 優    | 成 功 ・ 良    | 成 功 率       | ア タ ッ ク | ブ ロ ッ ク | サ 丨 ブ | 得 点 合 計 |
| V1 2009-10  | FC東京      | 2        | 0           | 0        | 0        | 0        | -        | 0              | 0              | 0              | -              | -                 | 0        | -              | 0      | 0              | 0        | 0      | 0      | -        | 0              | 0              | 0              | -              | 0           | 0           | 0        | 0           |
| V2 2008-09  | FC東京      | 6        | 7           | 0        | 0        | 0        | -        | 0              | 0              | 0              | -              | -                 | 0        | -              | 0      | 0              | 0        | 0      | 0      | -        | 35             | 15             | 0              | 42.9           | 0           | 0           | 0        | 0           |
| V2 2007-08  | FC東京      | 16       | 50          | 0        | 0        | 0        | -        | 0              | 0              | 0              | -              | -                 | 0        | -              | 0      | 0              | 0        | 0      | 0      | -        | 308            | 204            | 0              | 66.2           | 0           | 0           | 0        | 0           |
| V2 2006-07  | FC東京      | 11       | 38          | 0        | 0        | 0        | -        | 0              | 0              | 0              | -              | -                 | 0        | -              | 0      | 0              | 0        | 0      | 0      | -        | 281            | 207            | 0              | 73.7           | 0           | 0           | 0        | 0           |
| 通算：4大会 | 通算：4大会 | 35       | 95          | 0        | 0        | 0        | -        | 0              | 0              | 0              | -              | -                 | 0        | -              | 0      | 0              | 0        | 0      | 0      | -        | 624            | 426            | 0              | 68.3           | 0           | 0           | 0        | 0           |

## 出演
YouTube 
- サンテレビ『ヴィクトリーナ姫路 感謝の再始動』（2020年6月15日）
- サンテレビ『10月開幕のVリーグ ヴィクトリーナ姫路が新ユニホーム披露』（2020年9月2日）
- サンテレビ『中谷宏大 新監督にインタビュー』（2020年10月12日）
- サンテレビ『ヴィクトリーナ姫路 シーズン開幕前に会見』（2021年10月4日）

 テレビ 
- サンテレビ『情報スタジアム4時！キャッチ』（2020年6月15日）[28]